# Anton David (Politiker)
Anton David (* 23. April 1849 in Smichow (Smíchov), Böhmen; † 21. Dezember 1924 in Wien) war ein österreichischer Politiker der Sozialdemokratischen Arbeiterpartei Österreichs (SDAP).

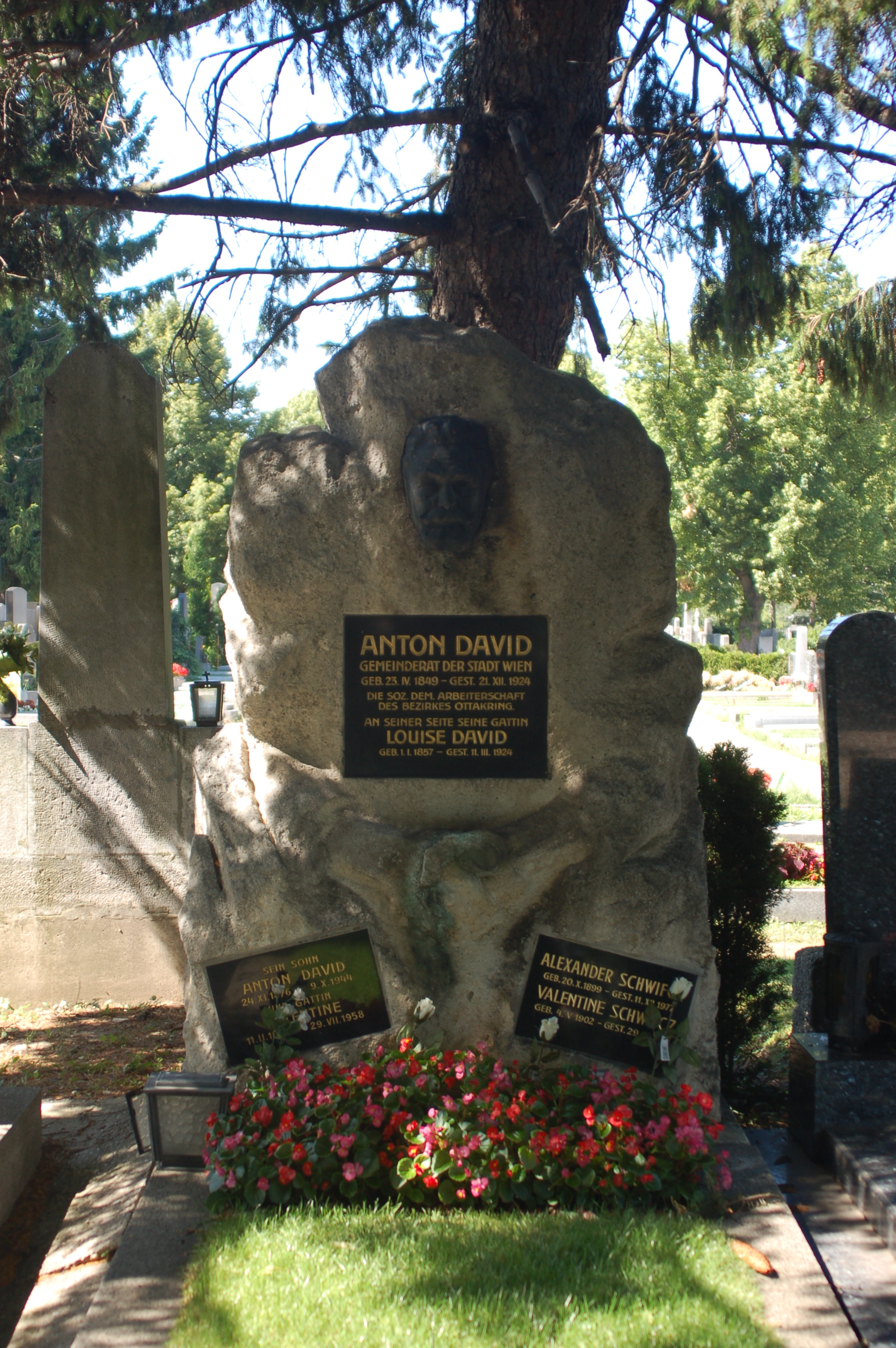
Grabmal von Anton David auf dem Ottakringer Friedhof

## Leben
Nach dem Besuch der Volksschule lernte Anton David das Seifensiedergewerbe. Nachdem er ausgelernt hatte, ging er nach Wien, wo er sich erstmals politisch engagierte. Auch in Wiener Neustadt lebte er vorübergehend, bis er eine Arbeitsstelle im Wiener Schlachthof Sankt Marx fand. Er war Mitbegründer des Fachvereins der Seifensieder und der Gewerkschaft der chemischen Arbeiter Niederösterreichs, aus der der Verband der Arbeiterschaft der chemischen Industrie Österreichs hervorging.
1889 ging er nach Nikolsburg und versuchte sich selbständig zu machen, musste seinen Betrieb aber schon 1892 wieder schließen. 1893 fand er in Wien eine Stelle als Beamter der Unfallversicherung. 1894 berief ihn Franz Schuhmeier in die Administration des Parteiorgans „Volkstribüne“, dessen Auflage sich in den nächsten Jahren vervielfachte.
Im Jahr 1902 kandidierte er erstmals für den Gemeinderat, unterlag aber gegen seinen christlichsozialen Gegenkandidaten.
Er war Mitglied der Parteileitung der Sozialdemokratischen Arbeiterpartei Niederösterreichs, von 1907 bis 1918 Reichsratsabgeordneter, von 1918 bis 1920 Mitglied des Gemeinderates der Stadt Wien, vom 21. Oktober 1918 bis zum 16. Februar 1919 Mitglied der Provisorischen Nationalversammlung und zwischen dem 4. März und dem 31. Mai 1919 Mitglied der Konstituierenden Nationalversammlung Deutschösterreichs, wo er Alterspräsident war.
Anton David, Franz Schuhmeier und Albert Sever entwickelten gemeinsam das heute noch bestehende System der Parteiorganisation mit Vertrauenspersonen. 
Anton David war verheiratet und hatte zehn Kinder. Nach kurzer Krankheit starb er am 21. Dezember 1924 kurz nach Mitternacht.
Zum Gedenken an Anton David wurde der nach Plänen von Alfred Keller und Walter Broßmann zwischen 1926 und 1927 erbaute Gemeindebau in der Effingergasse 31 Davidhof benannt. Beigesetzt wurde er in einem Ehrengrab auf dem Ottakringer Friedhof (Gruppe 6, Reihe M, Nummer 2), das Grabnutzungsrecht besteht auf Friedhofsdauer.

## Schriften
- Angelobung und Ansprache des Alterspräsidenten David. In: Neue Freie Presse, Abendblatt, 4. März 1919, S. 2 (online bei ANNO).